# Sitacocha (distrito)
Sitacocha é um distrito do Peru, departamento de Cajamarca, localizada na província de Cajabamba.

## Transporte
O distrito de Sitacocha é servido pela seguinte rodovia:
- CA-108, que liga o distrito à cidade de Cajabamba [1][2][3]